# Ivor Spencer
Ivor Spencer, MBE, född 20 november 1924 i London, död 10 januari 2009, var en brittisk kock och köksmästare som grundade Ivor Spencer International School for Butlers.
Spencer började som kock vid Dorchester Hotel, innan han 1956 blev köksmästare. 1977 startade han en utbildning för köksmästare, och 1981 grundade han Ivor Spencer International School for Butlers i Dulwich.
Den 27 juni 2002 tilldelades han MBE vid Buckingham Palace av Prins Charles, då  drottning Elizabeth II av Storbritannien firade 50 år på tronen. Han medverkade också i TV-programmet The Late Show with David Letterman och Today Show.